# Kalmia ericoides
Kalmia ericoides är en ljungväxtart som beskrevs av John Wright och Grisebach. Kalmia ericoides ingår i släktet kalmior, och familjen ljungväxter. Utöver nominatformen finns också underarten K. e. aggregata.